# Лугин, Андрей Иванович
Андрей Иванович Лугин (1 апреля 1959, Минск) — советский гребец, мастер спорта СССР международного класса, бронзовый призёр московской Олимпиады и бронзовый призёр Чемпионата мира 1979 года в гонках мужских восьмерок.